# إدارة كاساناري
إدارة كاساناري واحدة من 32 إدارة في كولومبيا، تقع في المنطقة الشرقية الوسطى من البلاد. عاصمتها هي يوبال. تحتوي على حقول نفط تملكها شركة بريتيش بتروليوم وخط أنابيب طوله 800 كم يؤدي إلى الميناء الساحلي كوفينياس.